# Carlos Cabrero Romero
Jesús Carlos Cabrero Romero (ur. 7 maja 1946 w San Luis Potosí) – meksykański duchowny rzymskokatolicki, arcybiskup San Luis Potosí w latach 2012-2022.

## Życiorys
Święcenia kapłańskie otrzymał 12 kwietnia 1972 i został inkardynowany do archidiecezji San Luis Potosí. Po krótkim stażu wikariuszowskim i studiach w Rzymie został pracownikiem diecezjalnego seminarium (pełnił w nim funkcje m.in. prefekta, ojca duchownego i ekonoma). W latach 1995–1996 był ekonomem i wicerektorem Papieskiego Kolegium Meksykańskiego w Rzymie, zaś po powrocie do kraju pracował jako proboszcz kilku parafii w San Luis Potosí.
8 października 2008 został biskupem diecezjalnym diecezji Zacatecas. Sakry biskupiej udzielił mu 19 grudnia 2008 kardynał Javier Lozano Barragán.
3 kwietnia 2012 papież Benedykt XVI mianował go arcybiskupem metropolitą San Luis Potosí.
26 marca 2022 roku papież Franciszek przyjął jego rezygnację w funkcji biskupa diecezjalnego.